# Structure pyramidale des ligues de football en Turquie
La structure pyramidale des ligues de football en Turquie est le système de classement officiel des ligues et divisions du football turc.

## Généralités
La première division turque est la Süper Lig suivie de la deuxième division, la TFF 1.Lig. Le troisième niveau est scindé en deux groupes, toutes les divisions des trois premiers niveaux se jouent avec 18 équipes. Au quatrième niveau, scindé en quatre groupes, il n'y a que 16 équipes par groupe.

## Structure
| Niveaux | Divisions                                                         | Divisions                                                         | Divisions                                                         | Divisions                                                         |                                    |
|         | Championnats professionnels                                       | Championnats professionnels                                       | Championnats professionnels                                       | Championnats professionnels                                       |                                    |
| ------- | ----------------------------------------------------------------- | ----------------------------------------------------------------- | ----------------------------------------------------------------- | ----------------------------------------------------------------- | ---------------------------------- |
| 1       | Süper Lig 18 clubsA 3 RelégationsA                                | Süper Lig 18 clubsA 3 RelégationsA                                | Süper Lig 18 clubsA 3 RelégationsA                                | Süper Lig 18 clubsA 3 RelégationsA                                | Süper Lig 18 clubsA 3 RelégationsA |
| 2       | TFF 1. Lig 18 clubsA 3 Promotions, 3 RelégationsA                 | TFF 1. Lig 18 clubsA 3 Promotions, 3 RelégationsA                 | TFF 1. Lig 18 clubsA 3 Promotions, 3 RelégationsA                 | TFF 1. Lig 18 clubsA 3 Promotions, 3 RelégationsA                 |                                    |
| 3       | TFF 2. Lig Groupe Blanc 18 clubs 1 ou 2 promotions, 4 relégations | TFF 2. Lig Groupe Blanc 18 clubs 1 ou 2 promotions, 4 relégations | TFF 2. Lig Groupe Rouge 18 clubs 1 ou 2 promotions, 4 relégations | TFF 2. Lig Groupe Rouge 18 clubs 1 ou 2 promotions, 4 relégations |                                    |
| 4       | TFF 3. Lig Groupe 1 16 clubs 1 ou 2 promotions, 3 relégations     | TFF 3. Lig Groupe 2 16 clubs 1 ou 2 promotions, 3 relégations     | TFF 3. Lig Groupe 3 16 clubs 1 ou 2 promotions, 3 relégations     | TFF 3. Lig Groupe 4 16 clubs 1 ou 2 promotions, 3 relégations     |                                    |
|         | Championnats amateurs                                             |                                                                   |                                                                   |                                                                   |                                    |
| 5       | Bölgesel Amatör Lig Ligue amateur régionale                       | Bölgesel Amatör Lig Ligue amateur régionale                       | Bölgesel Amatör Lig Ligue amateur régionale                       | Bölgesel Amatör Lig Ligue amateur régionale                       |                                    |
| 6       | Süper Amatör Ligleri Super ligue amateur                          | Süper Amatör Ligleri Super ligue amateur                          | Süper Amatör Ligleri Super ligue amateur                          | Süper Amatör Ligleri Super ligue amateur                          |                                    |
| 7       | Amatör Birinci Küme Première division amateur                     | Amatör Birinci Küme Première division amateur                     | Amatör Birinci Küme Première division amateur                     | Amatör Birinci Küme Première division amateur                     |                                    |
| 8       | İkinci Amatör Küme Deuxième division amateur                      | İkinci Amatör Küme Deuxième division amateur                      | İkinci Amatör Küme Deuxième division amateur                      | İkinci Amatör Küme Deuxième division amateur                      |                                    |

A : En raison de la crise du Covid en 2020 et du tremblement de terre en 2023 le nombre de participants et de relégations diffère à chaque saison à partir de la saison 2019-2020 jusqu'à la saison 2025-2026.